# Бач Хо (Куу Лонг)
Бач Хо (Куу Лонг) — газопровідна система, споруджена для транспортування продукції ряду родовищ у в'єтнамському секторі Південно-Китайського моря на схід від Хошиміна.
У середині 1990-х років з родовища Бач-Хо почалась розробка газових запасів офшорного басейну Куу-Лонг. Для транспортування видобутого тут попутного нафтового газу в 1995-му ввели в експлуатацію трубопровід довжиною 117 км та діаметром 400 мм, що пролягав від Бач-Хо до прибережного пункту Лонг-Хай та далі до газопереробного заводу Дінг-Ко (Dinh Co). Від ГПЗ фракціонований газ, з якого вилучено пропан-бутанову фракцію, транспортувався ще 29 км до індустріальної зони Пху-Май, живлячи по дорозі основного споживача — ТЕС Ба-Ріа.
У 2001 році до Бач-Хо за допомогою газопроводу довжиною 46 км під'єднали ще одне нафтове родовище Ранг-Донг, яке своєю чергою у 2009-му через трубопровід довжиною 44 км сполучили з розташованим північніше Су-Ту-Ванг. Окрім названих, через систему Бач Хо транспортується асоційований газ родовищ Пхуонг-Донг, Ка-Нгу, Нгу-Ванг, Су-Ту-Ден, Ронг, Дой-Мой та інших. Крім того, з 2012 року через процесингову платформу Су-Ту-Ванг подається продукція найбільшого газоконденсатного родовища басейну Куу-Лонг Су-Ту-Транг.
Загальна потужність системи становить до 2 млрд м3 на рік.
У середині 2010-х завантаженість трубопроводу почала падати через виснаження родовищ басейну Куу-Лонг. Проте в цей час до неї в районі родовища Бач-Хо підключили першу чергу газопроводу Нам Кон Сон 2 — на період до спорудження другої черги, яка матиме власну ділянку між Бач-Хо та ГПЗ Дінг-Ко.